# Societat Catalana de Medicina de l'Esport
La Societat Catalana de Medicina de l'Esport (SCME) és una entitat catalana, sense ànim de lucre, lligada a l'Acadèmia de Ciències Mèdiques de Catalunya i Balears, que promou la investigació i el desenvolupament de la medicina de l'esport.

## Història

### Antecedents
El 1961 es creà la "Federación Barcelonesa de Medicina del Deporte", sota la presidència de Joaquim Cabot Boix. Posteriorment, nasqueren les federacions provincials de Girona, Lleida i Tarragona, les quals, en unir-se a la de Barcelona, formaren la Federació Catalana de Medicina de l'Esport. Aquesta entitat donà ben aviat suport assistencial als esportistes a través dels seus centres i organitzà reunions científiques, amb el suport al principi de la Residència Blume i posteriorment de l'Institut Nacional d'Educació Física de Catalunya, i diferents congressos de caràcter estatal i internacional. El 1964 edità la revista Apuntes, actualment amb el nom d'Apunts: Medicina de l'esport, la primera publicació periòdica espanyola sobre medicina aplicada a l'esport. Després que, a la meitat dels anys setanta, la Federación Española entra en crisi i és pràcticament inexistent, aleshores la Federació catalana va diluir-se en el nucli dels professionals del Centre de Investigació Mèdic–Esportiu de l'Institut Nacional Medicina d'Educació Física, i en alguns altres nuclis aïllats.

### Origen
A principis dels anys vuitanta, després que comencés a gestar-se la idea que Barcelona podia participar en l'organització dels Jocs Olímpics d'Estiu de 1992, el 1984 amb la preparació de la candidatura i posteriorment la presentació d'aquesta al Comitè Olímpic Internacional, alguns els metges de l'esport troben a faltar una entitat que els agrupi i sorgeix la proposta de crear dins del marc de l'Acadèmia de Ciències Mèdiques de Catalunya i de Balears, la Societat Catalana de Medicina de l'Esport. És en aquest context que el maig del 1984 els socis numeraris de l'Acadèmia de Ciències Mèdiques de Catalunya i Balears, Jesús Galilea Muñoz, Josep Estruch Batlle, August Castelló i Roca i Ramon Balius i Juli, promogueren la creació de la "Societat Catalana de Medicina de l'Esport" en el si de l'Acadèmia de Ciències Mèdiques de Catalunya i de Balears. Després de l'acceptació de la sol·licitud al seu president, el Dr. Marius Foz i Sala i a la seva Junta de Govern s'elegí entre els promotors una Comissió Gestora, que a partir del mes de juny de 1985 fou substituïda per la primera Junta Directiva, formada per August Castelló i Roca com a president, Josep Estruch i Batlle com a vicepresident, Manuel Balcells i Díaz com a secretari, Àngels Salvador i Pons com a vicesecretària, i Joan Hidalgo (Girona), Lluís Calvo i Condal (Lleida) i Rodrigo Miralles Marrero (Reus, Tarragona) com a vocals. La Societat Catalana de Medicina de l'Esport continua formant part de l'Acadèmia de Ciències Mèdiques, encara que disposa de personalitat jurídica pròpia i plena capacitat d'actuació en l'àmbit territorial de Catalunya.

## Presidents
Els seus presidents, després de la primera presidència del Dr. August Castelló i Roca, han estat els següents:
- Ramon Balius i Juli (1987-1991)[5]
- Jesús Galilea Muñoz (1991-1993)[3]
- Josep Maria Vilarrubias Guillamet (1993-1995)
- Mª Assumpció Estruch Massana (1995-1997)
- Ramon Sancho Fuertes (1997-2002)
- Ramón Olivé Vilas (2002-2006)[6]
- Daniel Brotons Cuixart (2006-2011)[7]
- Juan Garcia-Nieto Portabella (2011-2016)[8]
- Montserrat Bellver Vives (2016-)[9]